# Autorretrato con mono (1938)
Autorretrato con mono es una obra de la pintora mexicana Frida Kahlo realizada en 1938, perteneciente al estilo pictórico del neoimpresionismo, como varias de sus obras.
Actualmente se conserva en el Museo Albright-Knox de Buffalo (Estado de Nueva York). La obra de la artista está pintada con la técnica del óleo sobre masonita y cuyo soporte tiene como dimensiones físicas: 40,6 X 30,5 cm. Por su lado, la obra ya enmarcada mide 49,53 x 39,37 x 3,81 cm. Se incluye entre los numerosos autorretratos que Frida pintó para sus amigos y patrones.
La autora cuenta con casi 200 obras realizadas durante toda su vida artística, un tercio de los cuales son autorretratos(unas 55 en total), como Autorretrato con monos o La Columna Rota. Ella misma declaró que le gustaba pintarse a sí misma “porque estoy mucho tiempo sola, y porque soy la persona que mejor conozco”.

## Exposición
En octubre de 1938, Frida tuvo su primera exposición individual en la galería de Julien Levy de Nueva York. Entra la multitud de espectadores, Anson Conger Goodyear, presidente del Museo de Arte Moderno de Nueva York, se fijó en una de las pinturas que quería para su colección: Fulang Chang y yo. Lamentablemente, la obra ya había sido encargada por Mary Schapiro Sklar, en la misma exposición.  Aun así, convencido de querer adquirir una obra de Frida, le comisionó un autorretrato similar. Una semana después, la artista mexicana ya había creado, pintado y entregado su nueva obra Autorretrato con mono.

## Significado
Nota: lo siguiente es una interpretación de un autor o autora y puede estar sujeta a otras.
Plantas y árboles: Eran muy importantes para Frida y su jardín, en La Casa Azul, se convirtió en un lugar muy querido para su retiro y calma. Sin embargo, en este autorretrato, particularmente, esta naturaleza es representada agreste y selvática, muy diferente a una atmósfera de paz.
Mono: Animales exóticos como loros, gatos, monos y venados, habitaban La Casa Azul en Coyoacán donde Frida nació y vivió junto a Diego Rivera desde 1929 a 1954. Estas eran las mascotas de Frida y motivos presentes en casi todas sus pinturas.
Posiblemente estos animales servían para confortar la soledad y el deseo frustrado de Frida por tener hijos. A través de su vida ella estuvo en muchos hospitales y pintaba para demostrarle al público sobre su vida.

## Obras similares
| Fulang Chang y yo (1937) | Autorretrato con collar de espinas y colibrí (1940) | Autorretrato con mono y perico (1942) | Autorretrato con monos (1943) | Autorretrato con changuito (1945) |